# Mirabel (Quebec)
Mirabel, antiguamente Sainte-Scholastique, es una ciudad de la provincia de Quebec en Canadá. Es una de las ciudades que conforman la Comunidad metropolitana de Montreal y a su vez, forma parte de la región administrativa de Laurentides. Tiene las competencias de un municipio regional de condado (MRC) y es así considerado como un territorio equivalente.

## Geografía

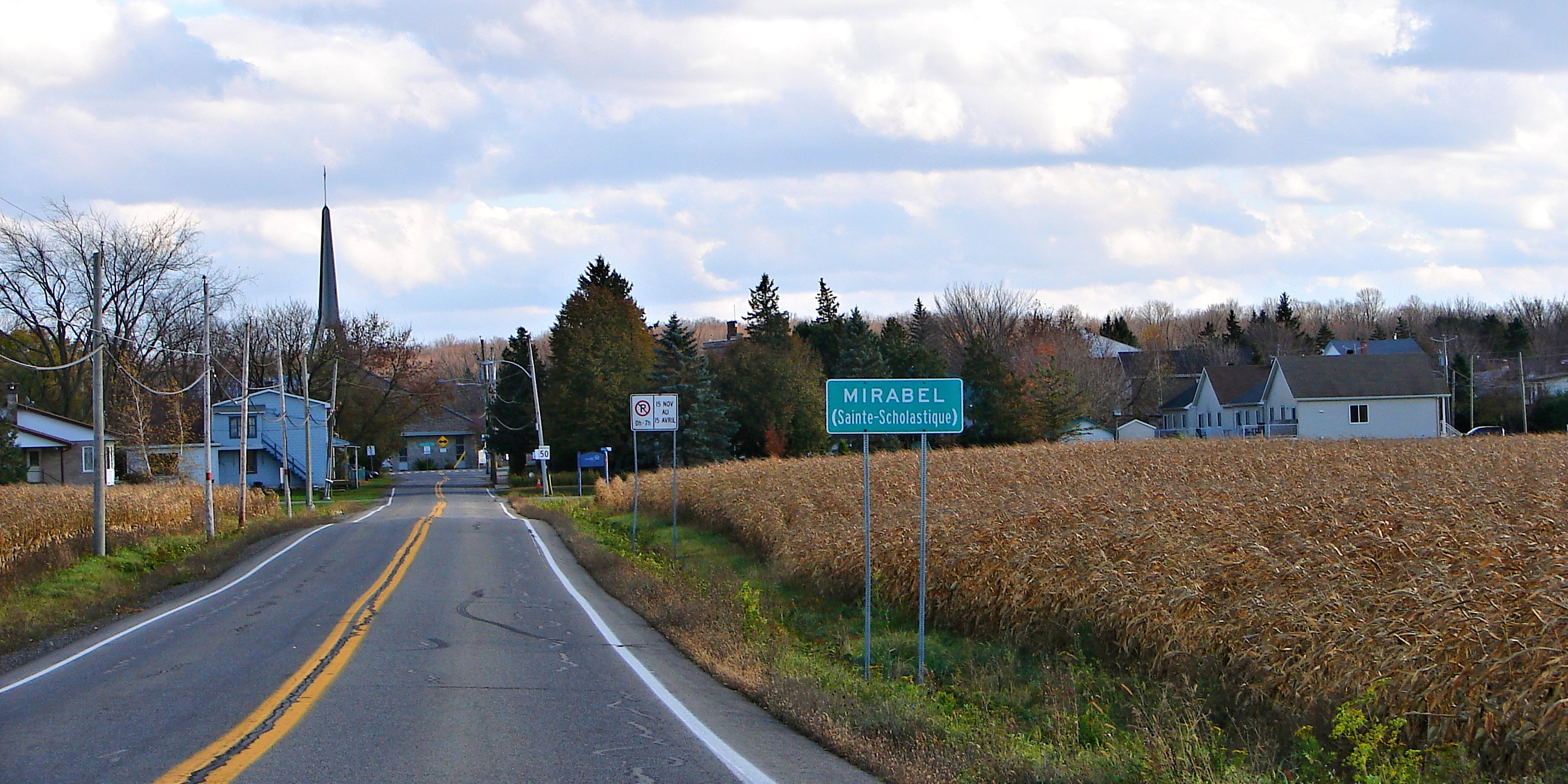
Sainte-Scholastique

Mirabel se encuentra en la parte sur de la región de Laurentides y en la parte norte de la área metropolitana de Montreal. Está ubicada al este de Lachute y 55 kilómetros al norte del centro de Montreal. Limita al norte con el MRC de La Rivière-du-Nord, al este con Thérèse-De Blainville, al sur con Deux-Montagnes y al oeste con Argenteuil. Los municipios vecinos son Saint-Jérôme al norte, Sainte-Anne-des-Plaines, Blainville y Sainte-Thérèse al este, Boisbriand y Saint-Eustache al sureste, Saint-Joseph-du-Lac, Oka y Saint-Placide al sur, Saint-André-d'Argenteuil y Lachute al oeste, así como Saint-Colomban al noroeste. Su superficie total es de 486,06 km², de los cuales 483,93 km² son tierra firme.

## Urbanismo

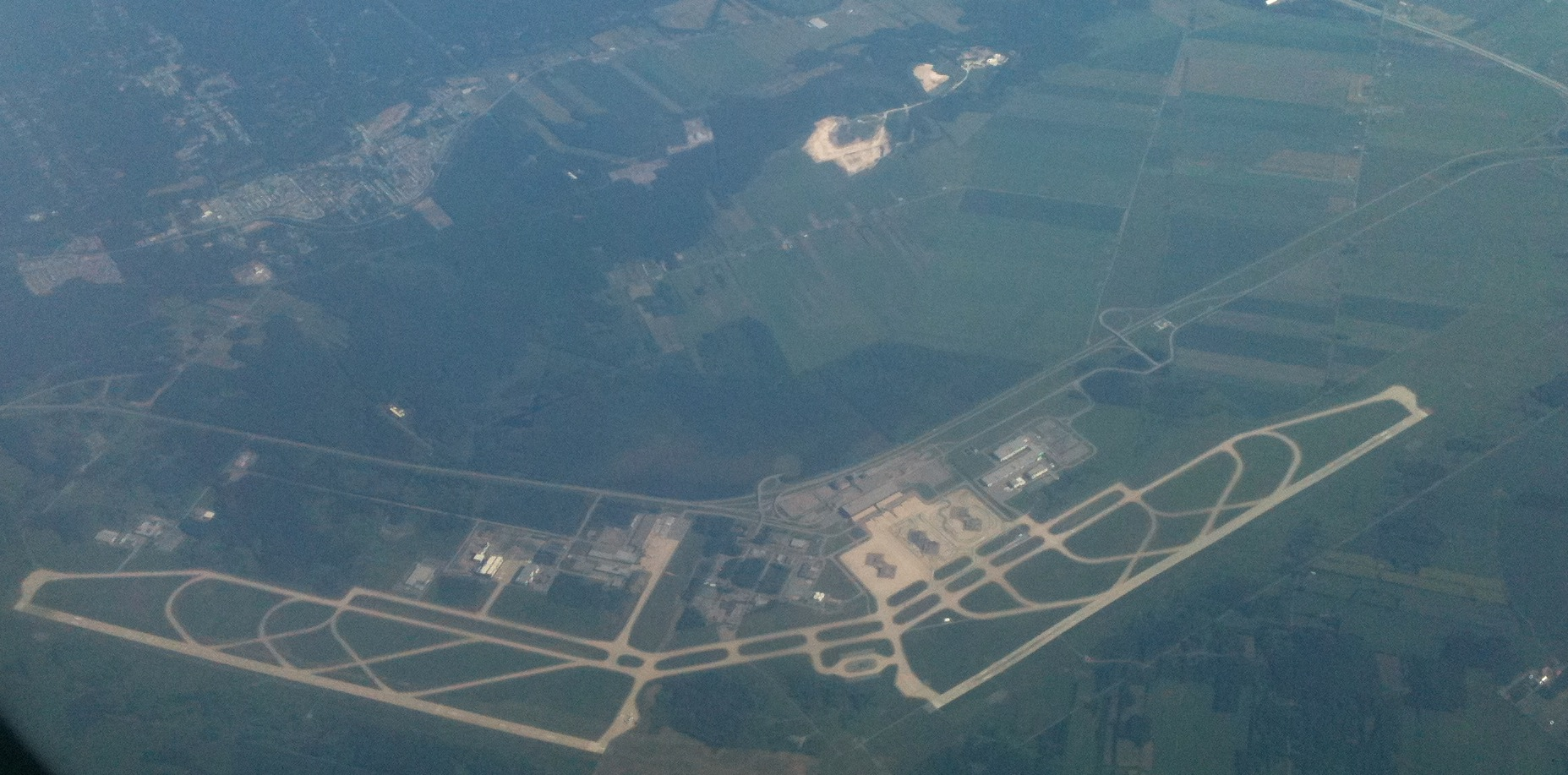
Aeropuerto internacional Mirabel

En Mirabel se encuentra el aeropuerto internacional de carga Mirabel, uno de los aeropuertos que sirven a la ciudad de Montreal.
|        | Clase                         | Orientación | Odónimo                                       | De                       | A                       | Barrios                                                          |
| A 15   | Autopista                     | NS          | Autoroute des Laurentides                     | Saint-Bernard-de-Lacolle | Sainte-Agathe-des-Monts | Saint-Janvier, Saint-Antoine                                     |
| A 50   | Autopista                     | EO          | Boulevard Mirabel                             | Gatineau                 | Mirabel                 | Saint-Jérusalem, Sainte-Scholastique, Saint-Canut, Saint-Janvier |
| QC 117 | Carretera nacional            | NS          | Boulevard Labelle                             | Montreal                 | Rouyn-Noranda           | Saint-Janvier, Saint-Antoine                                     |
| QC 148 | Carretera nacional y regional | EO          | Route Sir-Wilfrid-Laurier, Route Arhtur-Sauvé | L'Isle-aux-Allumettes    | Laval                   | Saint-Jérusalem, Saint-Hermas, Saint-Benoît                      |
| QC 158 | Carretera regional            | EO          | Route Sir-Wilfrid-Laurier                     | Mirabel                  | Berthierville           | Saint-Jérusalem, Saint-Canut, Mirabel-en-Haut                    |

## Historia
Los municipios de Saint-Augustin, de Saint-Benoît, de Saint-Hermas, de Saint-Janvier-de-Blainville y de Sainte-Scholastique fueron institudos en 1855. El municipio de Saint-Canut fue creado en 1857 y Sainte-Monique  en 1872. El municipio de Saint-Janvier-de-la-Croix fue creado en 1959. La ciudad de Sainte-Scholastique fue creada en 1971 por fusión de ocho municipios cerca el nuevo aeropuerto construido por el gobierno federal, los cuales eran Saint-Augustin, Saint-Benoît, Saint-Hermas, Saint-Janvier-de-Blainville, Sainte-Scholastique, Saint-Canut, Sainte-Monique y Saint-Janvier-de-la-Croix. En 1973, cambió su nombre para el de Mirabel, nombre de una población en el territorio entonces en uso desde un siglo (1870) pero cuyo origen no es conocido. En 1985, la ciudad de Mirabel se volvió igualmente un municipio regional de condado, siendo la única ciudad en Quebec con Laval a su vez ciudad y MRC.

## Política

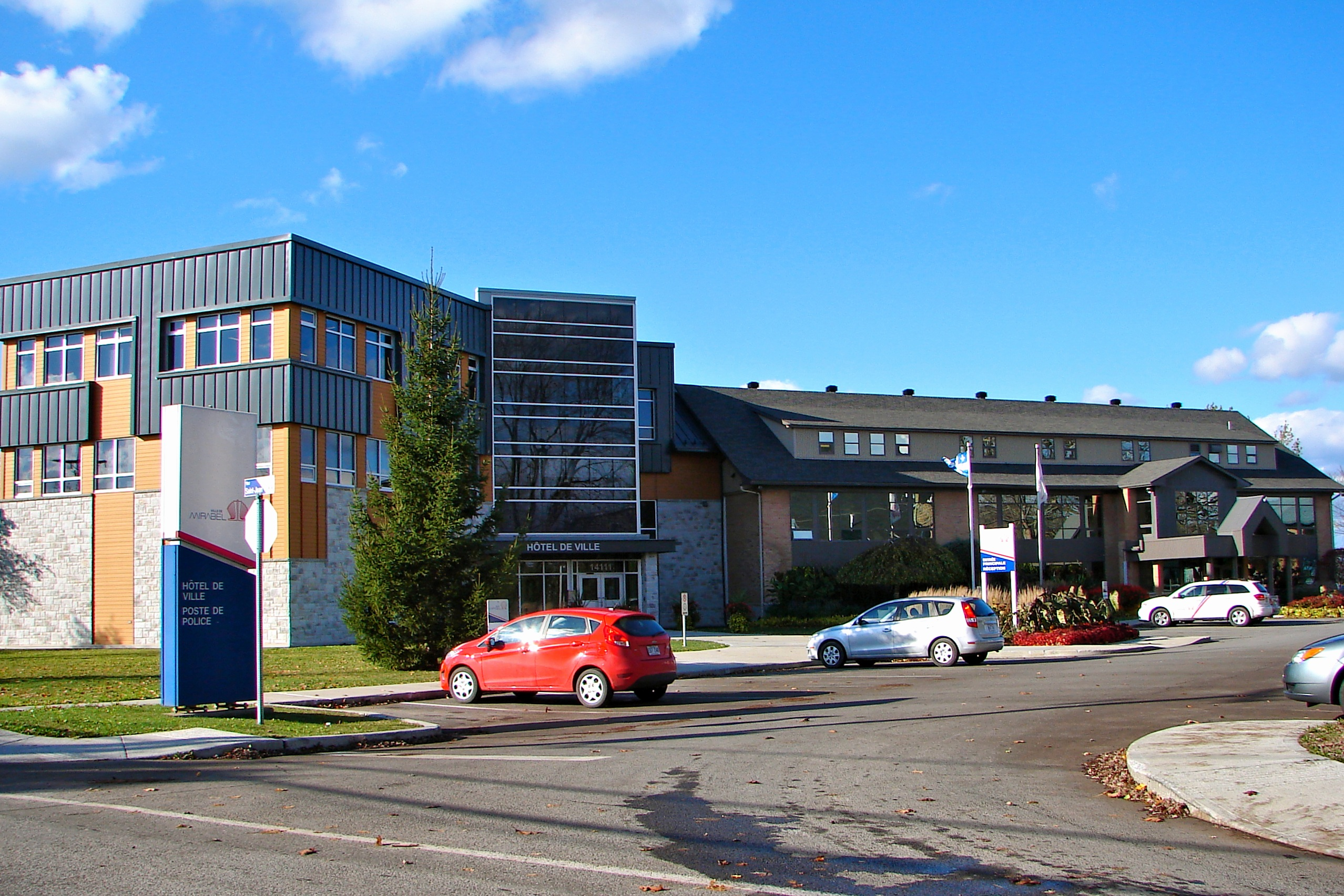
Ayuntamiento de Mirabel

La ciudad de Mirabel tiene las competencias de un municipio regional de condado. El consejo municipal se compone del alcalde y de ocho consejeros representando ocho distritos territoriales. El alcalde actual (2015) es Jean Bouchard, que sucedió a Hubert Meilleur en 2013.
|                                          | 2005-2009           | 2009-2013            | 2013-2017             |
| Alcalde                                  | Hubert Meilleur     | Hubert Meilleur      | Jean Bouchard         |
| 1 - Saint-Antoine - Mirabel-en-Haut      | Michel Lauzon       | Michel Lauzon#       | Michel Lauzon#        |
| 2 - Saint-Janvier - Charles              | Gérald Forget       | Gérald Forget#       | Guylaine Coursol      |
| 3 - Sainte-Janvier-Ouest                 | Jean Bouchard       | Jean Bouchard#       | David Marra-Hurtubise |
| 4 - Domaine-Vert - Petit-Saint-Charles   | François Bélanger   | François Bélanger#   | François Bélanger#    |
| 5 - Saint-Augustin                       | Daniel Gauthier     | Daniel Gauthier#     | Patrick Charbonneau#  |
| 6 - Saint-Benoît - Saint-Hermas          | Pierre-Paul Meloche | Pierre-Paul Meloche# | Pierre-Paul Meloche#  |
| 7 - Sainte-Scholastique - Sainte-Monique | Luc St-Jean         | Luc St-Jean#         | Francine Charles      |
| 8 - Saint-Canut                          | Guy Laurin          | Guy Laurin#          | Guy Laurin#           |

* Al inicio del termo pero no al fin.  ** Al fin del termo pero no al inicio. # En el partido del alcalde (2009 y 2013).
El territorio de Mirabel está ubicado en la circunscripción electoral de Mirabel a nivel provincial y de Mirabel también a nivel federal también. Estaba incluido en la circunscripción de Argenteuil—Papineau—Mirabel a nivel federal antes de 2015.

## Demografía
Según el censo de Canadá de 2011, Mirabel contaba con 41 957 habitantes. La densidad de población estaba de 86,4 hab./km². Entre 2006 y 2011 hubo una adición de 7331 habitantes (21,2 %). En 2011, el número total de inmuebles particulares era de 16 374, de los cuales 15 763 estaban ocupados por residentes habituales, otros siendo en mayor parte residencias secundarias. La población es mi rural mi urbana, y francófona.
Evolución de la población total, 1991-2015

## Economía
Las actividades económicas locales principales son la agricultura y la industria de transformación. Las principales empresas son Bell Helicopter Textron, Bombardier, Messier-Dowty y Hydroserre.